# Lac Tabatskouri
Le lac Tabatskouri est l'un des cinq lacs de la région administrative de Samtskhe-Djavakheti, en Géorgie.
Sa surface est de 14,2 km2. Sa profondeur de 40,2 m en fait le deuxième lac le plus profond de Géorgie. Situé dans les montagnes caucasiennes, le lac se trouve à 1 997 m d'altitude.
Le lac tient son nom du village de Tabatskouri, qui se trouve sur sa rive.

## Sources
- Guide de voyage - Géorgie, Le Petit Futé